# Bezirk Czernowitz
Bezirkul Czernowitz (de asemenea Landbezirk Czernowitz, în română Cernăuți, în ruteană Czerniwci) a fost un bezirk (bițârc -în graiul bucovinean) în Ducatul Bucovinei. Acesta cuprindea împrejurimile orașului Cernăuți, reședința Bucovinei, dar și a bezirkului. După Primul Război Mondial a devenit parte a României, iar în prezent este parte a Ucrainei.

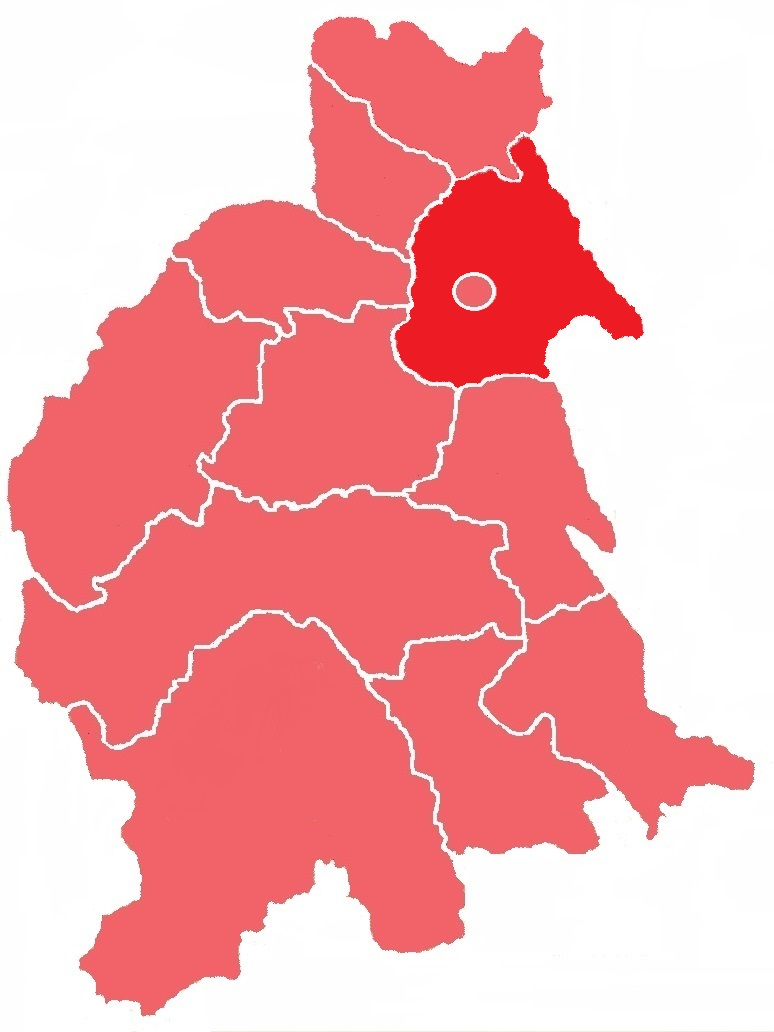
Bezirkul Czernowitz (1910)

## Istoric
Districtele politice moderne ale Monarhiei Habsbugice au fost create în jurul anului 1868 ca urmare a separării distictelor politice de cele judiciare. Bezirkul Cernăuți a fost creat în urma unirii districtelor judiciare Cernăuți (Gerichtsbezirk Czernowitz) și Sadagura (Gerichtsbezirk Sadagora/Sadhora). La data de 1 februarie 1904 a fost creat districtul judiciar Boian (Gerichtsbezirk Bojan), format din 7 comune din districtul judiciar Sadagura, și inclus în districtul politic Cernăuți.
În Bezirkul Cernăuți trăiau în anul 1869 74.367 de persoane, iar în 1900 numărul de locuitori a crescut la 99.438. Populația era formată în anul 1900 din: 58.378 vorbitori nativi de limba ruteană (58,7 %), 23.184 vorbitori nativi de limba română (23,3 %), 13.395 vorbitori nativi de limba germană (13,5 %) și 3.325 vorbitori nativi de alte limbi (3,3 %). Suprafața bezirkului era în anul 1900 de 876,05 km² și cuprindea două districte judiciare cu 42 de comune și 24 Gutsgebieten (comunități private fără un consiliu local, gestionate de proprietarii acestora).
| Anul | Locuitori | Vorbitori nativi de germană | Vorbitori nativi nativi de ruteană | Vorbitori nativi de română | Vorbitori nativi de alte limbi |
| ---- | --------- | --------------------------- | ---------------------------------- | -------------------------- | ------------------------------ |
| 1869 | 74.367    |                             |                                    |                            |                                |
| 1880 | 80.997    | 10.564                      | 51.839                             | 16.101                     | 2.184                          |
| 1890 | 91.237    | 12.984                      | 55.162                             | 19.918                     | 2.781                          |
| 1900 | 99.438    | 13.395                      | 58.378                             | 23.184                     | 3.325                          |

## Localități
În anul 1910 bezirkul Cernăuți era format din districtele judiciare Cernăuți și Boian. 
Gerichtsbezirk Bojan:
- Markt Boian (Bojan în germană, Bojany în ruteană) (inclusiv localitatea actuală Lehăceni-Boian) (Bojan-Lehuczeny)
- Lehăcenii Tăutului (Lehuczeny des Teutul)
- Gogolina (Gogulina)
- Cotul Ostriței (Kotol Ostritza)
- Mahala (Mahala)
- Noua Suliță (Österreichisch-Nowosielitza)- partea situată pe malul drept al râului Răchitna pâna la confluența sa cu râul Prut; râul Răchitna a fost granița naturală dintre Austria (Bucovina) și Rusia (Basarabia) până în 1918
- Slobozia Rarancei (Rarancze Slobodzia)

Gerichtsbezirk Czernowitz:
- Orașul Cernăuți (Czernowitz în germană, Czerniwci în ruteană) cu suburbiile sale: Roșa (Rosch), Mănăsteriște (Monasteriuka), Caliceanca (Kaliczanka), Clocucica (Koluczka) și Horecea Urbană (Horecza)
- Ceahor  (Czahor)
- Hliboca (Hliboka)
- Camena (Kamena)
- Corovia (Korowia)
- Cotul Bainschi (Kotubanski)
- Cuciurul Mare (Kuczurmare)
- Horecea Mănăstirii (Ludihorecza)
- Kamerale mit Monastiora
- Lucovița (Lukawitza)
- Mamornița (Mamornitza)
- Mihalcea (Mihalcze)
- Mihuceni (Mihuczeny)
- Dumbrava Roșie (Kiczera)
- Plaiul Cosminului (Molodia/Jungheim)
- Valea Cosminului (Franzthal)
- Ostrița  (Ostritza)
- Prevoroche (Preworokie)
- Stănești (Stanestie am Sereth)
- Poieni (Pojenille)
- Tărășeni (Tereszeny)
- Trestiana (Dymka)
- Voloca pe Derelui (Woloka am Derelui)
- Țureni (Zurin)
- Sadagura (Sadagora)
- Bila (Bila)
- Buda (Buda)
- Cernăuca  (Czernawka)
- Dobronăuți (Dobronoutz)
- Lencăuți Cameral (Lenkoutz Kamerale)
- Lencăuți Privat (Lenkoutz Privat)
- Rarancea (Rarancze)
- Rohozna (Rohizna/Rohozna)
- Șerăuții de Sus (Ober Scheroutz)
- Șerăuții de Jos (Unter Scheroutz)
- Șubrănești (Schubranetz)
- Toporăuți (Toporoutz)
- Vaslăuți (Wasloutz)
- Zadobruvca (Zadobruwka)
- Jucica Veche (Alt Zuczka)
- Jucica Nouă (Neu Zuczka)
- Mămăeștii Vechi (Alt Mamajestie)
- Mămăeștii Noi (Neu Mamajestie)
- Râvna (Rewna)
- Bordei (Burdei)
- Cotul-Vânători (Striletzki Kut)